# Elecciones municipales de 2023 en el Partido judicial de Vitigudino
En las Elecciones Municipales celebradas el 28 de mayo de 2023 se eligieron un total de 280 concejales para los 56 municipios del Partido judicial, quedando distribuidos por candidaturas del siguiente modo:

## Resultados de las elecciones por partido político

### Partido Popular
El PP ha obtenido un total de 192 concejales, gobierna con mayoría absoluta en 45 municipios. Presentó candidaturas en los 56 municipios del partido judicial de Vitigudino obteniendo representación en todos, excepto Olmedo de Camaces y La Redonda.

### Partido Socialista Obrero Español
El PSOE ha obtenido un total de 63 concejales, gobierna con mayoría absoluta en 6 municipios, y en minoría, en Lumbrales con 3 de los 9 concejales de la corporación, y en Vitigudino con 4 de los 11 concejales, donde su candidato obtuvo la alcaldía con el apoyo de los ediles de Ciudadanos y VOX. Presentó candidaturas en los 56 municipios del partido judicial de Vitigudino obteniendo representación en 30 de ellos.

### Salamanca Importa
Salamanca Importa ha obtenido un total de 7 concejales. Presentó candidaturas en 26 de los 56 municipios del partido judicial de Vitigudino obteniendo representación en 4 de ellos.

### Unión del Pueblo Leonés
UPL ha obtenido un total de 6 concejales, gobierna con mayoría absoluta en 2 municipios. Presentó candidaturas en 8 de los 56 municipios del partido judicial de Vitigudino obteniendo representación en 3 de ellos.

### VOX
VOX ha obtenido un único concejal en Vitigudino. Presentó candidaturas además de en Vitigudino, en Lumbrales y Tremedal de Tormes.

### Alternativa por Vilvestre
AV obtiene 5 concejales en su única candidatura, presentada en Vilvestre, municipio que gobierna con mayoría absoluta.

### Independientes por Lumbrales
Independientes por Lumbrales obtiene dos concejales en su única candidatura, presentada en Lumbrales.

### Ciudadanos
Ciudadanos ha obtenido un total de 2 concejales en Vitigudino. Presentó candidaturas además de en Vitigudino, en Ahigal de los Aceiteros.

### Grupo Vecinal Villarino y Cabeza
VyC obtiene un único concejal en su única candidatura, presentada en Villarino de los Aires.

### Agrupación de Electores Moronta-Escuernavacas
Agrupación de Electores Moronta-Escuernavacas obtiene un único concejal en su única candidatura, presentada en Moronta.

### Podemos-Alianza Verde
Presentó una única candidatura en el municipio de Cerralbo no obteniendo representación alguna.

## Diputados provinciales
Al partido judicial de Vitigudino le corresponden dos diputados de zona en la Diputación de Salamanca, se reparten mediante el Sistema D'Hondt, en función de los votos obtenidos por las diferentes candidaturas. 
1. El primer diputado le corresponde al Partido Popular.
2. El segundo diputado le corresponde al Partido Socialista Obrero Español.

Nota: La candidatura más cercana a obtener el segundo diputado sería el Partido Popular, que hubiera necesitado 509 votos más.